# 9399 Pesch
9399 Pesch eller 1994 ST12 är en asteroid i huvudbältet som upptäcktes den 29 september 1994 av Spacewatch vid Kitt Peak-observatoriet. Den är uppkallad efter Peter Pesch.
Asteroiden har en diameter på ungefär 4 kilometer och den tillhör asteroidgruppen Astraea.